# Eleutherodactylus planirostris
Eleutherodactylus planirostris es una especie de anfibio anuro de la familia Eleutherodactylidae.

## Distribución geográfica
Esta especie originalmente habita:
- en Cuba;
- en las Islas Caimán;
- en las islas Caicos.[4]

Se introdujo:
- en Estados Unidos en Florida, Georgia, Alabama, Mississippi, Louisiana y Hawái;
- en Jamaica;
- en Honduras;
- en México en el estado de Veracruz
- en Surinam;
- en Guam;
- en Filipinas, en las islas de Mindanao, Negros, Cebú y Luzón.

## Descripción
Los machos miden de 15,0 a 17,5 mm y las hembras de 19,5 a 25,0 mm.

## Publicación original
- Cope, 1862 : On some new and little known American Anura. Proceedings of the Academy of Natural Sciences of Philadelphia, vol. 14, p. 151–159[5]